# Coppa dei Campioni di calcio da tavolo 1997

## Girone A
| Squadra              | Punti | G | V | N | P | PV | PP | DP |
| -------------------- | ----- | - | - | - | - | -- | -- | -- |
| 1. A.S. Hennuyer     | 6     | 2 | 2 | - | - | 7  | 0  | +7 |
| 2. T.V.B. Mödling    | 3     | 2 | 1 | - | 1 | 4  | 3  | +1 |
| 3. Dignan Reid Dewar | 0     | 2 | - | - | 2 | 0  | 8  | -8 |

### A.S. Hennuyer-T.V.B. Mödling 3-0
| Philippe Mairesse | Helmut Pichler   | 4-1 |
| Pascal Dieu       | Manfred Pawlica  | 3-2 |
| Oliver Père       | Eric Hinkelmann  | 2-2 |
| David Ruelle      | Christian Blumel | 5-1 |

### A.S. Hennuyer-Dignan Reid Dewar 4-0
| Philippe Mairesse | E. Kane         | 11-0 |
| Pascal Dieu       | Alan Sharp      | 6-1  |
| Oliver Père       | Mike Burns      | 12-0 |
| David Ruelle      | Richard Simpson | 5-1  |

### Dignan Reid Dewar-T.V.B. Mödling 0-4
| K. Steele       | Helmut Pichler   | 0-4  |
| Richard Simpson | Manfred Pawlica  | 1-4  |
| E. Kane         | Eric Hinkelmann  | 1-7  |
| Alan Beattie    | Christian Blumel | 0-14 |

## Girone B
| Squadra               | Punti | G | V | N | P | PV | PP | DP |
| --------------------- | ----- | - | - | - | - | -- | -- | -- |
| 1. G.D. Dias Ferreira | 6     | 2 | 2 | - | - | 8  | 0  | +8 |
| 2. T.S.G. Rain        | 3     | 2 | 1 | - | 1 | 4  | 4  | =  |
| 3. Flintshire         | 0     | 2 | - | - | 2 | 0  | 8  | -8 |

### G.D. Dias Ferreira-T.S.G. Rain 4-0
| Vasco Guimarães            | Arnold Mair        | 5-1  |
| Filipe Maia                | Hans Ruf           | 5-0  |
| Paulo Sobral               | Hubert Ziegelmaier | 12-0 |
| Luís Machado / Robert Lenz | Bernd Bauer        | 6-0  |

### G.D. Dias Ferreira-Flintshire 4-0
| Robert Lenz / Vasco Guimarães | E. Williams      | 13-0 |
| Filipe Maia                   | Francis Williams | 7-0  |
| Paulo Sobral                  | Cath Salmon      | 13-0 |
| Luís Machado                  | Dave Salmon      | 11-0 |

### Flintshire-T.S.G. Rain 0-4
| F. Williams | Arnold Mair                   | 0-8 |
| Dave Salmon | Hans Ruf                      | 0-4 |
| E. Williams | B. Bauer / Hubert Ziegelmaier | 0-3 |
| Cath Salmon | Wolfgang Mair                 | 0-7 |

## Girone C
| Squadra               | Punti | G | V | N | P | PV | PP | DP |
| --------------------- | ----- | - | - | - | - | -- | -- | -- |
| 1. Hot Club d'Écosse  | 6     | 2 | 2 | - | - | 5  | 1  | +4 |
| 2. T.F.C. Mattersburg | 3     | 2 | 1 | - | 1 | 4  | 2  | +2 |
| 3. Merseyside         | 0     | 2 | - | - | 2 | 0  | 6  | -6 |

### T.F.C. Mattersburg-Hot Club d'Écosse 1-2
| Karl Heinz Haider | Greg Dand         | 1-1 |
| Thomas Wittmann   | Shorab Jadunandan | 1-2 |
| Markus Matzinger  | Dave Allen        | 3-2 |
| Markus Leitner    | Dave Baxter       | 0-1 |

### T.F.C. Mattersburg-Merseyside 3-0
| Markus Matzinger  | Phil Redman | 4-1 |
| Thomas Wittmann   | Mark Lewis  | 1-0 |
| Karl Heinz Haider | Bob Daley   | 1-1 |
| Markus Leitner    | ff          | 3-0 |

### Merseyside-Hot Club d'Écosse0-3
| Bob Daley   | Greg Dand         | 1-3 |
| M. Lewis    | Shorab Jadunandan | 0-1 |
| ff          | Dave Allen        | 0-3 |
| Phil Redman | Dave Baxter       | 1-1 |

## Girone D
| Squadra           | Punti | G | V | N | P | PV | PP | DP |
| ----------------- | ----- | - | - | - | - | -- | -- | -- |
| 1. S.C. Charleroi | 4     | 2 | 1 | 1 | - | 4  | 3  | +1 |
| 2. Atlas T.F.     | 4     | 2 | 1 | 1 | - | 4  | 3  | +1 |
| 3. F.C. Leca      | 0     | 2 | - | - | 2 | 2  | 4  | -2 |

### S.C. Charleroi-Atlas T.F. 2-2
| Maxime van Impe    | Kostas Kechris                      | 2-2 |
| Gil Delogne        | Lazaros Papakonstantinou            | 0-2 |
| Antonio Mettivieri | Nasos Fotopoulos / George Aggelinas | 2-0 |
| Alain Hanotiaux    | Christos Aggelinas                  | 1-2 |

### S.C. Charleroi-F.C. Leca 2-1
| Maxime van Impe    | Norberto Miguel | 1-0 |
| Gil Delogne        | Hugo Carvalho   | 0-0 |
| Antonio Mettivieri | Rui Salvador    | 4-0 |
| Alain Hanotiaux    | Miguel Faria    | 0-1 |

### F.C. Leca-Atlas T.F. 1-2
| Norberto Miguel | Kostas Kechris           | 1-3 |
| Rui Salvador    | Lazaros Papakonstantinou | 0-1 |
| Miguel Faria    | Eugene Plytas            | 0-0 |
| Hugo Carva      | George Zavos             | 1-2 |

## Girone E
| Squadra             | Punti | G | V | N | P | PV | PP | DP |
| ------------------- | ----- | - | - | - | - | -- | -- | -- |
| 1. Temploux         | 4     | 2 | 1 | 1 | - | 4  | 1  | +3 |
| 2. Falcons Athens   | 4     | 2 | 1 | 1 | - | 2  | 1  | +1 |
| 3. Teesside Phoenix | 0     | 2 | - | - | 2 | 0  | 4  | -4 |

### Falcons Athens-Teesside Phoenix 1-0
| George Koutis        | Aaron Skinner | 1-1 |
| Leonidas Papamichail | Dave Pawsey   | 4-0 |
| Panos Konstantakos   | Chris Thomas  | 1-1 |
| Dimitris Mavromitros | Darren Clark  | 1-1 |

### Falcons Athens-Temploux 1-1
| George Koutis        | Bruno Massart     | 0-2 |
| Leonidas Papamichail | Frédéric Perdaens | 1-0 |
| Panos Konstantakos   | Yves Pèremans     | 2-2 |
| Dimitris Mavromitros | Oliver Delogne    | 0-0 |

### Temploux-Teesside Phoenix 3-0
| Yves Pèremans                | Aaron Skinner | 2-2 |
| Oliver Delogne               | Chris Short   | 2-1 |
| Frédéric Perdaens            | Chris Thomas  | 2-0 |
| Dave Wouters / Bruno Massart | Darren Clark  | 2-1 |

## Girone F
| Squadra                        | Punti | G | V | N | P | PV | PP | DP |
| ------------------------------ | ----- | - | - | - | - | -- | -- | -- |
| 1. Issy les Molineaux          | 6     | 2 | 2 | - | - | 6  | 1  | +5 |
| 2. T.S.C. Stella Artois Milano | 3     | 2 | 1 | - | 1 | 5  | 2  | +3 |
| 3. Cardiff                     | 0     | 2 | - | - | 2 | 0  | 8  | -8 |

### T.S.C. Stella Artois Milano-Cardiff 4-0
| Stefano Scagni    | Phil Dacey       | 5-0  |
| Eric Benvenuto    | David Schuchardt | 3-0  |
| Gianluca Galeazzi | David Lauder     | 11-3 |
| Mario Corradi     | Colin Lewis      | 6-0  |

### T.S.C. Stella Artois Milano-Issy-les-Moulineaux 4-0
| Stefano Scagni    | Éric Naszalyi                | 1-3 |
| Eric Benvenuto    | Flavien Bousch / Henri Cornu | 2-2 |
| Gianluca Galeazzi | Axel Donval                  | 2-1 |
| Mario Corradi     | Thierry Vivron               | 0-1 |

### Issy-les-Moulineaux-Cardiff 3-1
| Axel Donval    | Phil Dacey       | 4-0 |
| Thierry Vivron | David Schuchardt | 1-2 |
| Henri Cornu    | David Lauder     | 3-1 |
| Flavien Bousch | Colin Lewis      | 5-0 |

## Girone G
| Squadra                 | Punti | G | V | N | P | PV | PP | DP |
| ----------------------- | ----- | - | - | - | - | -- | -- | -- |
| 1. B.T.G. Wuppertal     | 3     | 2 | 1 | - | 1 | 3  | 2  | +1 |
| 2. A.S. Serenissima '90 | 3     | 2 | 1 | - | 1 | 3  | 3  | =  |
| 3. Saint-Symphorien     | 3     | 2 | 1 | - | 1 | 2  | 3  | -1 |

### B.T.G. Wuppertal-Saint-Symphorien 2-0
| Rudi Knuf          | Denis Polsinelli  | 1-0 |
| Wolfgang Schneider | Didier Mestre     | 1-1 |
| Carsten Becker     | Christophe France | 1-1 |
| Markus Lindner     | Gilles Grangier   | 3-2 |

### B.T.G. Wuppertal-A.S. Serenissima '901-2
| Rudi Knuf          | Yari Intra              | 0-1 |
| Wolfgang Schneider | Alessandro Mastropasqua | 2-2 |
| Carsten Becker     | Efrem Intra             | 2-4 |
| Markus Lindner     | David Lazzari           | 3-0 |

### A.S. Serenissima '90-Saint-Symphorien 1-2
| David Lazzari           | Denis Polsinelli  | 1-3 |
| Alessandro Mastropasqua | Didier Mestre     | 6-2 |
| Yari Intra              | Christophe France | 1-2 |
| Efrem Intra             | Gilles Grangier   | 2-2 |

## Ottavi di finale

### A.S. Hennuyer-F.C. Leca 2-2
| Philippe Mairesse | Rui Salvador    | 2-0 |
| Pascal Dieu       | Norberto Miguel | 0-2 |
| Oliver Père       | Hugo Carvalho   | 0-1 |
| David Ruelle      | Miguel Faria    | 3-0 |

### A.S. Serenissima '90-T.V.B. Mödling 2-1
| David Lazzari           | Eric Hinkelmann  | 1-4 |
| Alessandro Mastropasqua | Manfred Pawlica  | 2-1 |
| Yari Intra              | Christian Blumel | 2-1 |
| Efrem Intra             | Helmut Pichler   | 0-0 |

### Temploux-Atlas T.F. 1-1
| Bruno Massart     | Kostas Kechris           | 2-2 |
| Oliver Delogne    | Lazaros Papakonstantinou | 0-2 |
| Yves Pèremans     | Nasos Fotopoulos         | 0-0 |
| Frédéric Perdaens | Christos Aggelinas       | 3-2 |

### S.C. Charleroi-T.F.C. Mattersburg 3-1
| Maxime van Impe    | Markus Matzinger                    | 0-2 |
| Gil Delogne        | Thorsten Korzil / Karl Heinz Haider | 2-0 |
| Antonio Mettivieri | Thomas Wittmann                     | 2-1 |
| Alain Hanotiaux    | Markus Leitner                      | 3-1 |

### T.S.G. Rain-Hot Club d'Écosse 0-4
| Bernd Bauer                        | Greg Dand         | 1-5 |
| Hans Ruf                           | Shorab Jadunandan | 0-5 |
| Arnold Mair                        | Dave Allen        | 0-3 |
| Hubert Ziegelmaier / Wolfgang Mair | Dave Baxter       | 0-6 |

### Falcons Athens-Issy-les-Moulineaux 3-1
| George Koutis        | Henri Cornu / Thierry Vivron | 1-0 |
| Leonidas Papamichail | Éric Naszalyi                | 0-2 |
| Panos Konstantakos   | Flavien Bousch               | 4-2 |
| Dimitris Mavromitros | Axel Donval                  | 2-1 |

### B.T.G. Wuppertal-TSC Stella Artois Milano 1-2
| Rudi Knuf          | Mario Corradi     | 0-1 |
| Wolfgang Schneider | Gianluca Galeazzi | 1-0 |
| Carsten Becker     | Stefano Scagni    | 2-3 |
| Markus Lindner     | Eric Benvenuto    | 1-1 |

### G.D. Dias Ferreira-Saint-Symphorien 3-0
| Paulo Sobral               | Denis Polsinelli  | 1-0 |
| Luís Machado / Filipe Maia | Didier Mestre     | 3-3 |
| Vasco Guimarães            | Christophe France | 1-0 |
| Robert Lenz                | Gilles Grangier   | 3-0 |

## Quarti di finale

### A.S. Hennuyer-A.S. Serenissima '90 2-1
| Philippe Mairesse | David Lazzari           | 4-1 |
| Pascal Dieu       | Alessandro Mastropasqua | 1-1 |
| Oliver Père       | Efrem Intra             | 1-3 |
| David Ruelle      | Yari Intra              | 2-1 |

### S.C. Charleroi-Atlas T.F. 2-1
| Antonio Mettivierisart | Kostas Kechris                        | 1-2 |
| Alain Hanotiaux        | Lazaros Papakonstantinou              | 3-2 |
| Gil Delogne            | George Zavos                          | 1-0 |
| Maxime van Impe        | Christos Aggelinas / Nasos Fotopoulos | 0-0 |

### Falcons Athens-Hot Club d'Écosse 2-1
| George Koutis        | Shorab Jadunandan | 1-0 |
| Leonidas Papamichail | Dave Baxter       | 0-0 |
| Panos Konstantakos   | Dave Allen        | 3-4 |
| Dimitris Mavromitros | Greg Dand         | 0-4 |

### G.D. Dias Ferreira-T.S.C. Stella Artois Milano 2-2
| Paulo Sobral / Filipe Maia | Gianluca Galeazzi | 2-0 |
| Luís Machado               | Mario Corradi     | 0-1 |
| Vasco Guimarães            | Eric Benvenuto    | 4-0 |
| Robert Lenz                | Stefano Scagni    | 1-2 |

## Semifinali

### A.S. Hennuyer-S.C. Charleroi 2-2
| Philippe Mairesse | Maxime van Impe    | 2-1 |
| Pascal Dieu       | Alain Hanotiaux    | 1-3 |
| Oliver Père       | Antonio Mettivieri | 2-1 |
| David Ruelle      | Gil Delogne        | 1-3 |

### G.D. Dias Ferreira-Falcons Athens 1-0
| Robert Lenz / Paulo Sobral | Leonidas Papamichail | 1-1 |
| Luís Machado               | Dimitris Mavromitros | 1-1 |
| Vasco Guimarães            | Panos Konstantakos   | 2-1 |
| Filipe Maia                | George Koutis        | 1-1 |

## Finale

### G.D. Dias Ferreira-S.C. Charleroi 2-2* d.t.s.
| Filipe Maia                | Maxime van Impe    | 3*-0 |
| Luís Machado / Robert Lenz | Alain Hanotiaux    | 0-2  |
| Paulo Sobral               | Antonio Mettivieri | 1-0  |
| Vasco Guimarães            | Gil Delogne        | 0-2  |